# Gaëlle François
Pour les articles homonymes, voir François.
Gaëlle François est une joueuse de kayak-polo internationale française, née le 3 septembre 1981 à Saint-Omer (Pas-de-Calais).
Elle participe en 2008, et depuis 2002, au championnat de France N1F dans l'équipe de Saint Omer.

## Sélections
Sélections en équipe de France espoir
- Championnats d'Europe 1999 : Médaille d'or

Sélections en équipe de France senior
- Championnats du monde 1998 : Médaille de bronze
- Championnats du monde 2000 : Médaille de bronze
- Championnats d'Europe 2001 : Médaille de bronze[3]
- Championnats du monde 2002 : Médaille d'argent [4]
- Championnats d'Europe 2003 : Médaille d'argent [5]
- Championnats du monde 2004 : Médaille de bronze[6]
- Championnats d'Europe 2005 : Médaille de bronze[7]
- Championnats du monde 2006 : 4e
- Championnats d'Europe 2007 : Médaille d'argent [8]
- Championnats du monde 2008 : Médaille de bronze[9]
- Championnats d'Europe 2009 : Médaille de bronze
- Jeux mondiaux de 2009 : Médaille de bronze
- Championnats du monde 2010 : Médaille de bronze
- Championnats d'Europe 2011 : Médaille d'argent
- Championnats du monde 2012 : 5e
- Jeux mondiaux de 2013 : Médaille de bronze